# Convocazioni all'European League 2005
Elenco dei giocatori convocati per l'European League 2005.

## Estonia
| N° | Nome               | Ruolo | Data di nascita  | Squadra             |
| -- | ------------------ | ----- | ---------------- | ------------------- |
| -  | Avo Keel           | All   | 1º ottobre 1962  | -                   |
| -  | Sten Esna          | L     | 24 agosto 1982   | Audentese           |
| -  | Eerik Jago         | S     | 29 dicembre 1980 | Rembert Torhout     |
| -  | Ardo Kreek         | C     | 7 agosto 1986    | Sylvester           |
| -  | Pavel Kružajev     | O     | 4 aprile 1980    | Perttelin Peikot    |
| -  | Veiko Lember       | P     | 29 novembre 1977 | Audentese           |
| -  | Argo Meresaar      | O     | 13 gennaio 1980  | Neftjanik Jaroslavl |
| -  | Kristjan Õuekallas | S     | 8 gennaio 1981   | Perungan Pojat      |
| -  | Raimo Pajusalu     | C     | 1º febbraio 1981 | Audentese           |
| -  | Romet Priimägi     | C     | 28 giugno 1979   | Duo                 |
| -  | Keith Pupart       | S     | 19 marzo 1985    | Audentese           |
| -  | Aivar Silm         | O     | 25 febbraio 1985 | ?                   |
| -  | Janis Sirelpuu     | C     | 14 agosto 1977   | Audentese           |
| -  | Raigo Tatrik       | P     | 26 novembre 1976 | Audentese           |
| -  | Kert Toobal        | P     | 3 giugno 1979    | Stade Poitevin      |
| -  | Eivo Zuravljov     | O     | 8 aprile 1977    | ?                   |

## Finlandia
| N° | Nome             | Ruolo | Data di nascita  | Squadra          |
| -- | ---------------- | ----- | ---------------- | ---------------- |
| -  | Mauro Berruto    | All   | 8 maggio 1969    | Lube             |
| -  | Tuukka Anttila   | C     | 13 gennaio 1980  | Salon Piivolley  |
| -  | Mikko Esko       | P     | 3 settembre 1978 | Maaseik          |
| -  | Teppo Heikkilä   | O     | 10 marzo 1983    | -                |
| -  | Janne Heikkinen  | C     | 11 aprile 1976   | Südtirol         |
| -  | Miika Heikkinen  | C     | 6 agosto 1977    | Perungan Pojat   |
| -  | Matti Hietanen   | S     | 3 gennaio 1983   | Tampereen Isku   |
| -  | Nisse Huttunen   | S     | 27 gennaio 1974  | Charlottenburg   |
| -  | Olli Kunnari     | S     | 2 febbraio 1982  | Beauvais         |
| -  | Joni Markkula    | P     | 10 febbraio 1983 | Tampereen Isku   |
| -  | Ismo Moilanen    | O     | 28 marzo 1980    | Perungan Pojat   |
| -  | Matti Oivanen    | C     | 26 maggio 1986   | Raision Loimu    |
| -  | Mikko Oivanen    | O     | 26 maggio 1986   | Raision Loimu    |
| -  | Simo-Pekka Olli  | P     | 13 novembre 1985 | Raision Loimu    |
| -  | Matti Ollikainen | S     | 15 ottobre 1980  | Fakel            |
| -  | Tuomas Sammelvuo | S     | 16 febbraio 1976 | Tours            |
| -  | Sauli Silpo      | C     | 9 aprile 1983    | Raision Loimu    |
| -  | Antti Siltala    | S     | 14 marzo 1984    | Pielaveden Sampo |
| -  | Tuomas Tihinen   | S     | 26 dicembre 1979 | Tampereen Isku   |
| -  | Timo Tolvanen    | L     | 8 novembre 1977  | Pielaveden Sampo |
| -  | Anssi Vesanen    | C     | 21 febbraio 1980 | Tampereen Isku   |

## Germania
| N° | Nome               | Ruolo | Data di nascita  | Squadra         |
| -- | ------------------ | ----- | ---------------- | --------------- |
| -  | Stelian Moculescu  | All   | 6 maggio 1950    | Friedrichshafen |
| -  | Björn Andrae       | S     | 14 maggio 1981   | Piemonte        |
| -  | Frank Bachmann     | L     | 27 dicembre 1977 | Mendig          |
| -  | Eugen Bakumovski   | S     | 11 ottobre 1980  | Taranto         |
| -  | Ralph Bergmann     | C     | 26 maggio 1970   | Maaseik         |
| -  | Marcus Böhme       | C     | 25 agosto 1985   | Olympia Berlino |
| -  | Frank Dehne        | P     | 14 febbraio 1976 | Lube            |
| -  | Felix Fischer      | C     | 27 febbraio 1983 | Charlottenburg  |
| -  | Max Günthör        | C     | 9 agosto 1985    | Friedrichshafen |
| -  | Robert Kromm       | S     | 9 marzo 1984     | Charlottenburg  |
| -  | Till Lieber        | L     | 25 luglio 1981   | Dürener         |
| -  | Christian Pampel   | O     | 6 settembre 1979 | Callipo         |
| -  | Jochen Schöps      | O     | 8 ottobre 1983   | Friedrichshafen |
| -  | Sebastian Schwarz  | S     | 2 ottobre 1985   | Olympia Berlino |
| -  | Patrick Steuerwald | P     | 3 marzo 1986     | Olympia Berlino |
| -  | Simon Tischer      | P     | 24 aprile 1982   | Friedrichshafen |
| -  | Norbert Walter     | C     | 1º luglio 1979   | Trentino        |
| -  | Dirk Westphal      | S     | 31 gennaio 1986  | Olympia Berlino |
| -  | Georg Wiebel       | C     | 6 aprile 1977    | Friedrichshafen |
| -  | Ilja Wiederschein  | P     | 5 aprile 1977    | Dürener         |

## Rep. Ceca
| N° | Nome              | Ruolo | Data di nascita   | Squadra             |
| -- | ----------------- | ----- | ----------------- | ------------------- |
| -  | Laurent Tillie    | All   | 1º dicembre 1963  | -                   |
| -  | Kamil Baránek     | S     | 2 maggio 1983     | Forlì               |
| -  | Petr Habada       | S     | 23 settembre 1974 | České Budějovice    |
| -  | Aleš Holubec      | C     | 13 marzo 1984     | Kladno              |
| -  | Michal Hrazdira   | S     | 21 ottobre 1985   | Brno                |
| -  | Ondřej Hudeček    | S     | 9 maggio 1981     | Cannes              |
| -  | Jiří Král         | C     | 7 agosto 1981     | API Verona          |
| -  | Karel Kvasnička   | S     | 1º maggio 1976    | Calvo Sotelo        |
| -  | Martin Lébl       | C     | 12 aprile 1980    | Perugia             |
| -  | Marek Novotný     | O     | 4 maggio 1977     | Cannes              |
| -  | Přemysl Obdržálek | L     | 12 marzo 1977     | Opava               |
| -  | Peter Pláteník    | S     | 16 marzo 1981     | Panathīnaïkos       |
| -  | Jiří Popelka      | S     | 11 maggio 1977    | Neftjanik Jaroslavl |
| -  | Michal Rák        | C     | 14 agosto 1979    | Trentino            |
| -  | Filip Rejlek      | O     | 15 maggio 1981    | Dukla Liberec       |
| -  | Lubomír Staněk    | C     | 5 luglio 1975     | Arago de Sète       |
| -  | Jan Štokr         | O     | 16 gennaio 1983   | Daytona             |
| -  | Lukáš Ticháček    | P     | 12 gennaio 1982   | Dukla Liberec       |
| -  | Petr Zapletal     | P     | 20 dicembre 1977  | Taranto             |

## Russia
| N° | Nome               | Ruolo | Data di nascita   | Squadra             |
| -- | ------------------ | ----- | ----------------- | ------------------- |
| -  | Zoran Gajić        | All   | 28 dicembre 1958  | -                   |
| -  | Pavel Abramov      | S     | 23 aprile 1979    | Toray Arrows        |
| -  | Nikolaj Apalikov   | C     | 26 agosto 1982    | Lokomotiv-Izumrud   |
| -  | Sergej Baranov     | O     | 10 agosto 1981    | Lokomotiv-Belogor'e |
| -  | Michail Beketov    | O     | 16 marzo 1976     | Iskra Odincovo      |
| -  | Jurij Berežko      | S     | 27 gennaio 1984   | Dinamo Mosca        |
| -  | Sergej Chorošev    | C     | 30 maggio 1982    | Iskra Odincovo      |
| -  | Taras Chtej        | S     | 22 maggio 1982    | Dinamo Mosca        |
| -  | Andrej Egorčev     | C     | 8 febbraio 1978   | Dinamo Mosca        |
| -  | Denis Ignat'ev     | P     | 3 luglio 1978     | Baltika             |
| -  | Aleksej Kazakov    | C     | 18 marzo 1976     | Iskra Odincovo      |
| -  | Aleksandr Korneev  | S     | 11 settembre 1980 | Luč Mosca           |
| -  | Pavel Kruglov      | O     | 17 settembre 1985 | Luč Mosca           |
| -  | Aleksej Kulešov    | C     | 24 febbraio 1979  | Dinamo Mosca        |
| -  | Sergej Makarov     | P     | 28 marzo 1980     | Iskra Odincovo      |
| -  | Vladimir Mel'nik   | S     | 21 luglio 1980    | Iskra Odincovo      |
| -  | Semën Poltavskij   | O     | 8 febbraio 1981   | Dinamo Mosca        |
| -  | Konstantin Sidenko | L     | 2 gennaio 1974    | Iskra Odincovo      |
| -  | Konstantin Ušakov  | P     | 24 marzo 1970     | Dinamo Mosca        |
| -  | Aleksej Verbov     | L     | 31 gennaio 1982   | Gazprom-Jugra       |
| -  | Aleksandr Volkov   | C     | 14 febbraio 1985  | Luč Mosca           |

## Slovacchia
| N° | Nome               | Ruolo | Data di nascita  | Squadra           |
| -- | ------------------ | ----- | ---------------- | ----------------- |
| -  | ?                  | All   | -                | -                 |
| -  | Pavel Bartík       | O     | 19 marzo 1981    | Spacer's Toulouse |
| -  | Martin Benčič      | C     | 10 dicembre 1979 | Vienna hotVolleys |
| -  | Michal Červeň      | C     | 16 dicembre 1977 | Prešov            |
| -  | Lukáš Diviš        | S     | 20 febbraio 1986 | Brno              |
| -  | Martin Hody        | S     | 9 luglio 1982    | VKP Bratislava    |
| -  | Jozef Jánošík      | P     | 5 febbraio 1979  | Zlín              |
| -  | Tomáš Kmeť         | C     | 1º dicembre 1981 | Mostostal Azoty   |
| -  | Michal Masný       | P     | 14 agosto 1979   | Kladno            |
| -  | Martin Nemec       | O     | 31 luglio 1984   | VKP Bratislava    |
| -  | František Ogurčák  | S     | 24 aprile 1984   | Kladno            |
| -  | Robin Pělucha      | C     | 23 novembre 1980 | VKP Bratislava    |
| -  | Martin Pipa        | L     | 3 settembre 1974 | Nové Mesto        |
| -  | Tomáš Plichta      | S     | 7 ottobre 1980   | Opava             |
| -  | Branislav Skladaný | P     | 16 novembre 1983 | Kladno            |
| -  | Martin Sopko       | S     | 30 gennaio 1982  | Prešov            |
| -  | Ján Ventruba       | O     | 31 gennaio 1978  | České Budějovice  |

## Spagna
| N° | Nome                  | Ruolo | Data di nascita   | Squadra          |
| -- | --------------------- | ----- | ----------------- | ---------------- |
| -  | Andrea Anastasi       | All   | 8 ottobre 1960    | Piemonte         |
| -  | Pedro Cabrera         | C     | 31 ottobre 1978   | Pòrtol           |
| -  | Carlos Carreño        | C     | 19 aprile 1973    | Almería          |
| -  | Adolfo Chaso          | S     | 14 febbraio 1983  | Numancia         |
| -  | Ismael De Miguel      | L     | 23 settembre 1983 | Numancia         |
| -  | Guillermo Falasca     | O     | 24 ottobre 1977   | Lupi Santa Croce |
| -  | Miguel Ángel Falasca  | P     | 29 aprile 1973    | Pòrtol           |
| -  | Vicente Ferrández     | P     | 4 maggio 1981     | Elche            |
| -  | Julián García         | C     | 8 novembre 1980   | 7 Islas          |
| -  | Jordi Gens            | P     | 21 luglio 1978    | Arona            |
| -  | Juan Modesto Guerrero | S     | 1º gennaio 1986   | Elche            |
| -  | Guillermo Hernán      | P     | 25 luglio 1982    | ?                |
| -  | José Luis Lobato      | L     | 19 febbraio 1977  | Arona            |
| -  | Juan Marín            | ?     | ?                 | ?                |
| -  | José Luis Moltó       | C     | 29 giugno 1975    | Pòrtol           |
| -  | Marlon Palharini      | S     | 3 febbraio 1984   | 7 Islas          |
| -  | Ibán Pérez            | O     | 13 novembre 1983  | 7 Islas          |
| -  | Israel Rodríguez      | S     | 27 agosto 1981    | Almería          |
| -  | Juan José Salvador    | C     | 18 dicembre 1975  | Almería          |
| -  | Manuel Sevillano      | S     | 2 luglio 1981     | Numancia         |
| -  | Javier Subiela        | C     | 22 marzo 1984     | 7 Islas          |
| -  | Luis Suela            | S     | 7 luglio 1976     | Lupi Santa Croce |
| -  | Alexis Valido         | L     | 9 marzo 1976      | Friedrichshafen  |

## Turchia
| N° | Nome          | Ruolo | Data di nascita   | Squadra         |
| -- | ------------- | ----- | ----------------- | --------------- |
| -  | ?             | All   | -                 | -               |
| -  | Can Ayvazoğlu | S     | 14 settembre 1979 | Polis Akademisi |
| -  | Ali Çayır     | S     | 13 settembre 1981 | Halkbank        |
| -  | Volkan Güç    | O     | 16 luglio 1980    | Arçelik         |
| -  | Burak Hascan  | C     | 1º giugno 1978    | Fenerbahçe      |
| -  | Selçuk Keskin | P     | 15 gennaio 1982   | Polis Akademisi |
| -  | Hüseyin Koç   | P     | 30 luglio 1979    | Ziraat Bankası  |
| -  | Akif Öner     | C     | 6 settembre 1972  | Halkbank        |
| -  | Barış Özdemir | S     | 25 giugno 1972    | Fenerbahçe      |
| -  | Ali Peçen     | L     | 30 gennaio 1969   | Erdemir         |
| -  | Sinan Tanık   | S     | 19 giugno 1980    | Halkbank        |
| -  | Ahmet Toçoğlu | C     | 13 marzo 1980     | Ziraat Bankası  |
| -  | Emre Toktamış | O     | 4 ottobre 1979    | Erdemir         |
| -  | Fatih Ulusoy  | C     | 9 aprile 1980     | Ziraat Bankası  |